# Renialareservaat
Het Renialareservaat is een botanische tuin in Madagaskar. Het reservaat bevat een grote verzameling plantensoorten van het doornstruweel van Madagaskar, een van de zeven ecoregio's van het eiland. Het park ligt in Mangily, een kleine kustplaats ten noorden van Ifaty in het zuidwesten van Madagaskar. De ingang ligt aan de Route nationale 9.

## Doelstellingen
In 1997 besloot een paar Fransen en Malagassiërs om van een primair bos van 0,57 km² groot nabij Ifaty een beschermd reservaat te maken onder de naam 'Reniala'. Het stuk bos werd voorzien van een aantal voetpaden, maar verder werd het vrijwel ongemoeid gelaten. In 2001 opende het park haar deuren als een botanische tuin en ornithologisch park.
Medewerkers van het park organiseren in samenwerking met een aantal Malagassische universiteiten campagnes in de omgeving van Ifaty om de lokale bevolking een beter begrip te geven omtrent dierenbescherming en duurzame landbouwmethodes.

## Flora

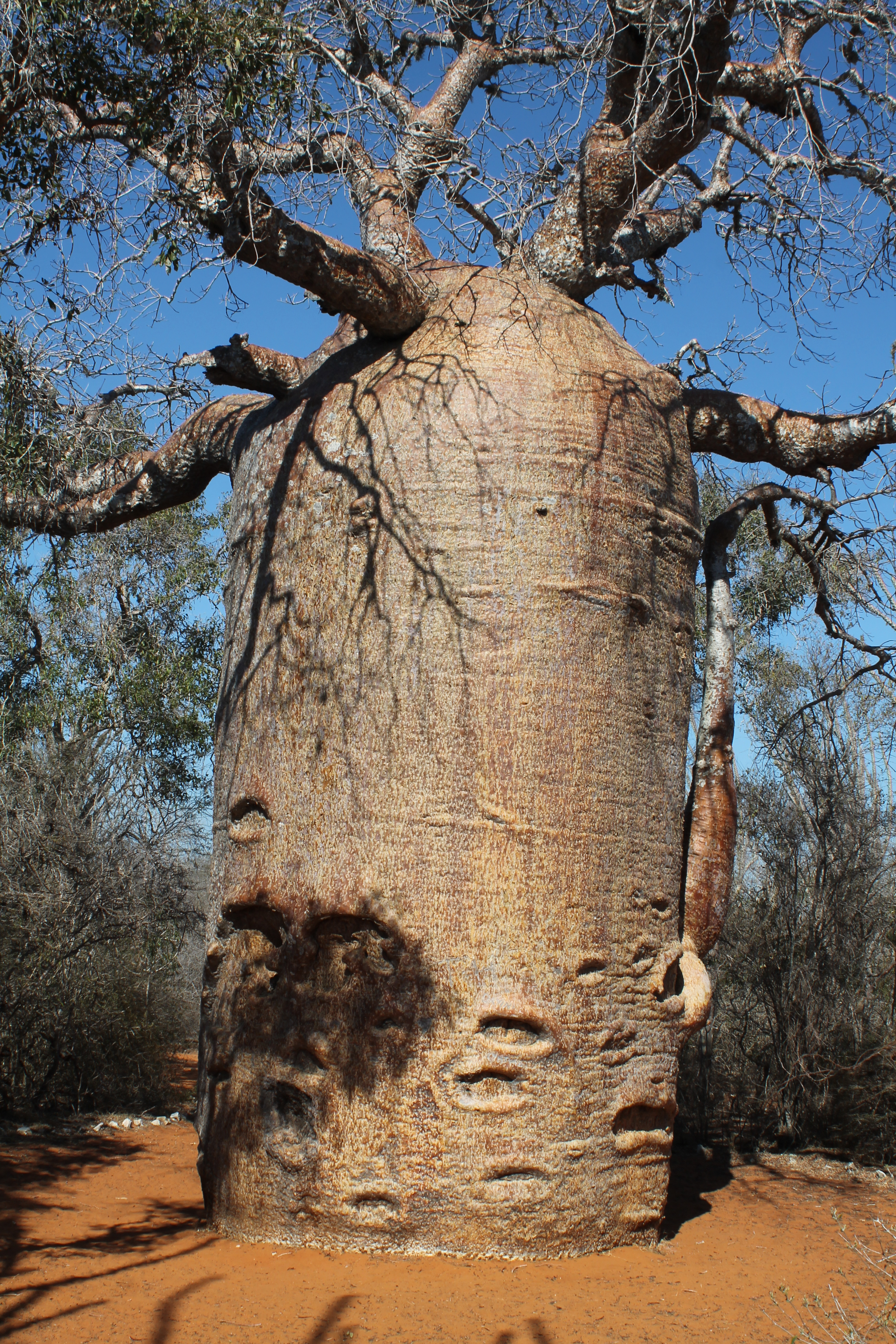
'De theepot' is de oudste fony baobab van het park.

De naam van het park, Reniala, is Malagassisch voor 'moeder van het woud' en slaat op de 'baobab', een geslacht van bomen die veel voorkomen in de regio. In het park is dan ook een grote verzameling van fony baobabs (Adansonia rubrostipa) te vinden, waaronder de grootste een omtrek heeft van meer dan tien meter en naar verluidt ruim 1500 jaar oud is. Dankzij een grote zijtak dicht boven de grond heeft hij van de lokale bevolking de omschrijvende bijnaam 'de theepot' gekregen.
Verder is in het park een groot aantal pachypodium-planten te vinden, in Madagaskar ook wel 'mini-baobabs' genoemd. In totaal huisvest het gebied ruim 1.000 endemische plantensoorten, waarvan een groot deel uitsluitend in deze ecoregio voorkomt. Hiertoe behoort een groot aantal planten van de geslachten Didiereaceae en Euphorbia. 

## Fauna
Het park staat bekend om zijn vele vogelsoorten in hun natuurlijke leefomgeving, zoals de langstaartgrondscharrelaar (Uratelornis chimaera), de holenkiekendief (Polyboroides radiatus), de madagaskarvechtkwartel (Turnix nigricollis), drie soorten coua's en veel soorten vanga's.
Ook huisvest het reservaat veel reptielen, zoals Leioheterodon geayi, Dumerils madagaskar-boa (Acrantophis dumerili), de madagaskarleguaan (Chalarodon madagascariensis) en veel soorten Gekko's en kameleons. Sommige van Reniala's reptielen zijn endemisch in de regio, zoals de zeldzame Stralenschildpad (Astrochelys radiata) en de spinschildpad (Pyxis arachnoides).
In 2011 ging het park een samenwerkingsverband aan met diverse Europese organisaties, Lemur Rescue Center geheten. In het park worden  verzwakte of afgedankte ringstaartmaki's (Lemur catta) opgevangen om ze te verzorgen en later weer uit te zetten in de natuur. 
's Nachts worden in het park nachtwandelingen georganiseerd, waarbij onder andere de dwergmuismaki (Microcebus murinus) en Microcebus griseorufus kunnen worden gespot.

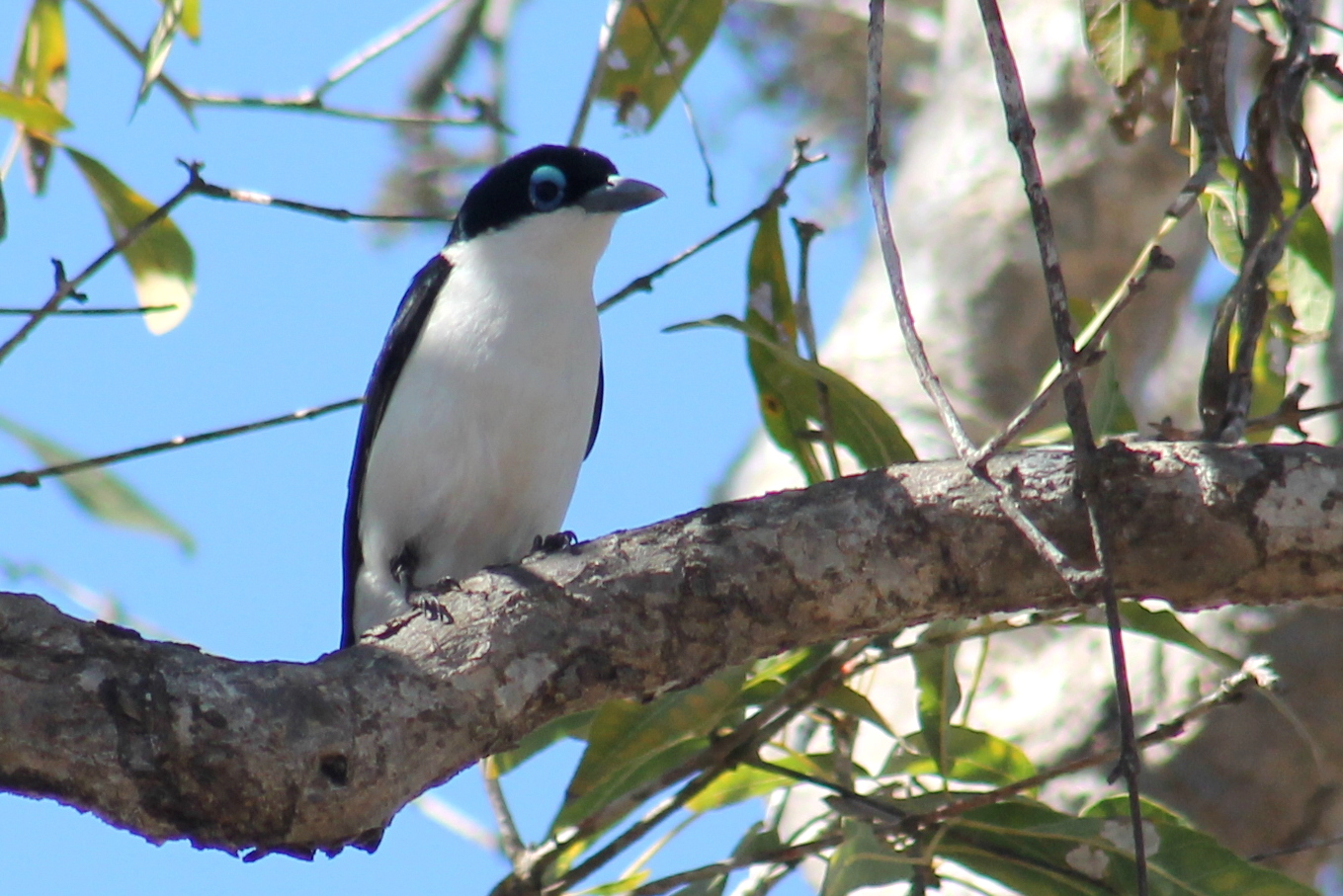
Brilvanga (Leptopterus chabert)
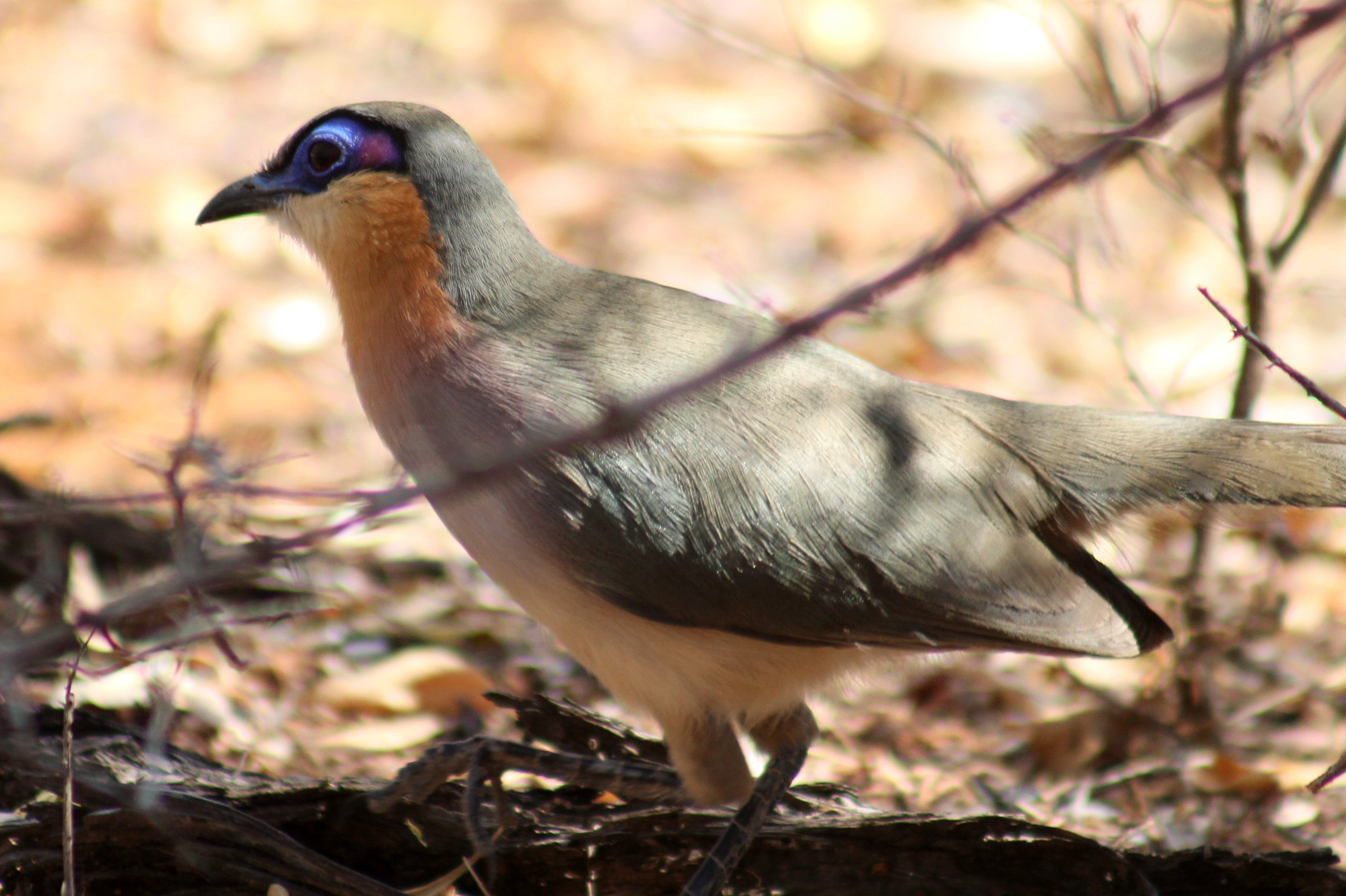
Rencoua (Coua cursor)
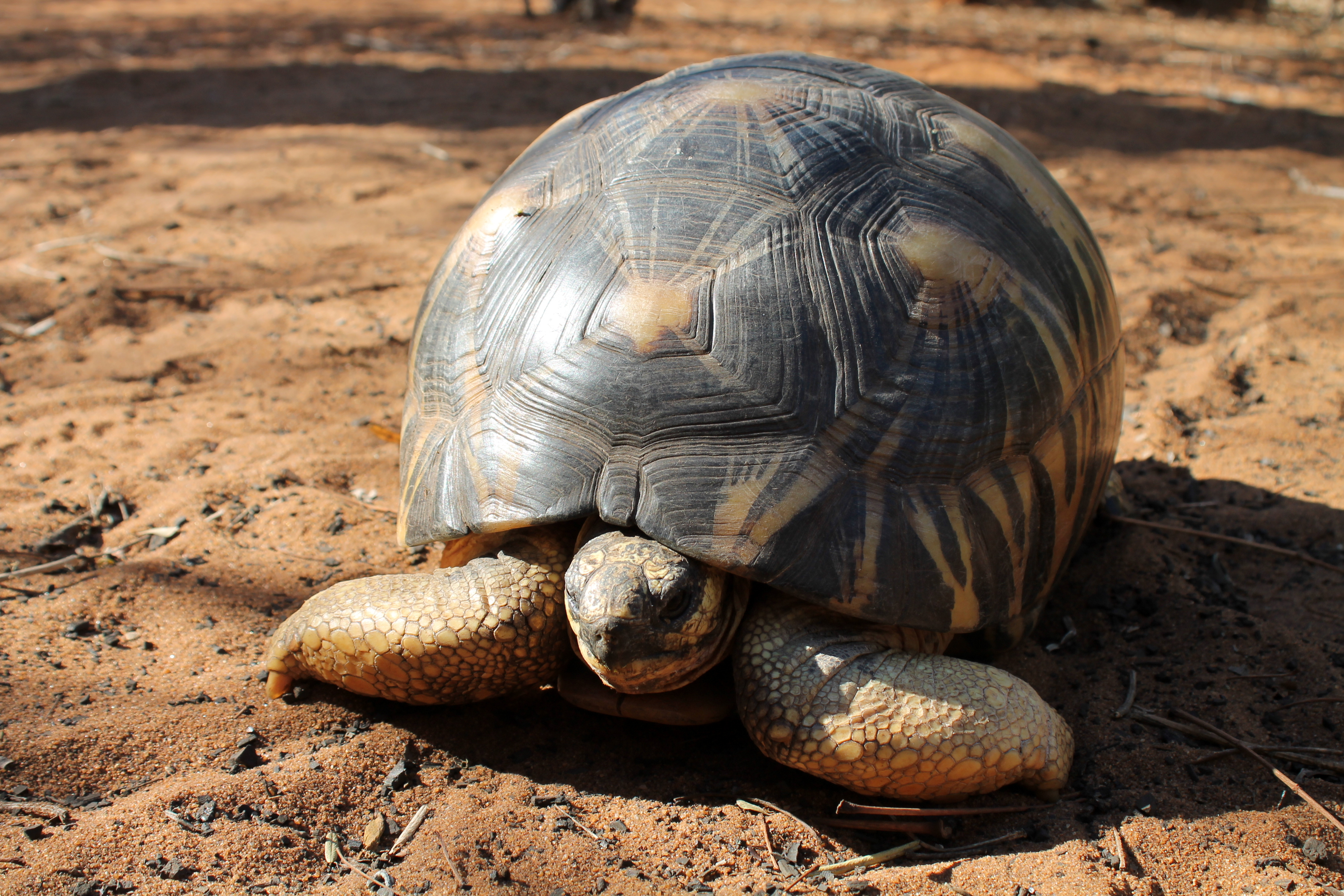
Stralenschildpad (Astrochelys radiata)
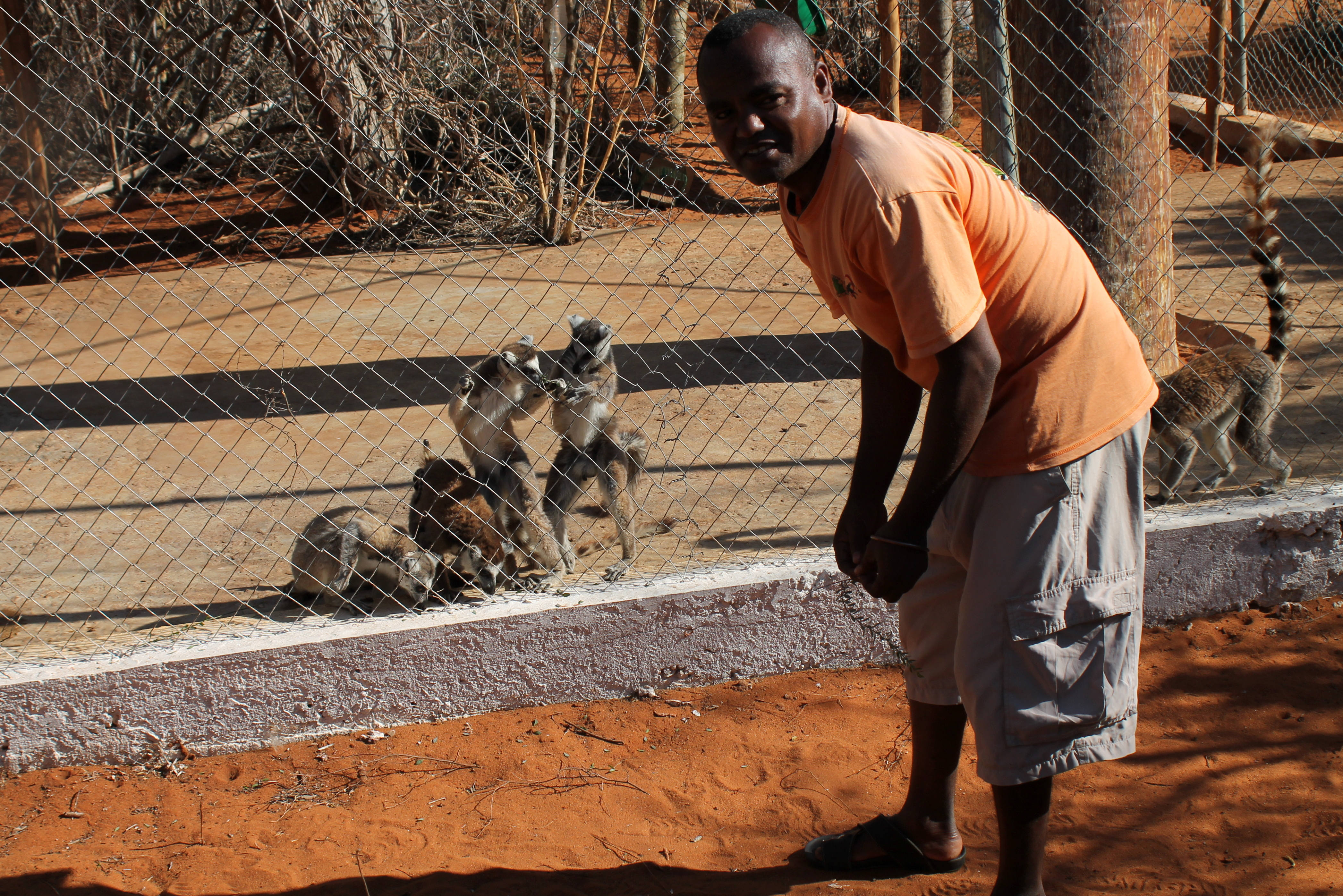
Opgevangen ringstaartmaki's in het park